# 京都らくなんエクスプレス
京都らくなんエクスプレス（きょうとらくなんエクスプレス）は、京都府京都市南区・伏見区にある京都駅八条口とらくなん進都を結ぶ路線バスである。京都まちづくり交通研究所がケイルックに委託して運行している。
元は京都大学のユニットによる実証運行（後述）が行われていたが、その終了に伴い2011年10月15日より運行主体がケイルックに変更された。

## 概要
京都大学工学研究科に設置された「低炭素都市圏政策ユニット」が主体となる実証運行として、国土交通省・京都市・地元企業などの協力のもと、2010年（平成22年）10月15日から運行を開始した。
この運行は社会実験として実施されたもので、公共交通空白域における路線を新設することによる利用動向や、利用促進策（モビリティマネジメント）やデザインなど全般的な施策をともなう路線バスの活性化および、拡散した都市部を公共交通を活用し高度な集積をもつ構造とすることで移動距離の縮減をはかる「低炭素都市圏」の構築などを目指し、同ユニットが主体的に実施した。
京都市南部の高度集積地区（らくなん進都）は1998年に地域が指定され、高度集積のための制度構築や道路網などの整備が行われてきたが、公共交通は近隣の各路線とも当地区から外れていたほか、既存の路線バスも運行本数や鉄道との連携などにおいて必ずしも利便性が高い状態とは言えず不満もあった。このことから、当地域は自動車交通が中心となっているとされ、これにより高度集積が進んでいないとされていたことから、当地域における公共交通の利便性向上を図ることで利用交通機関の転換をはかるための実証的な実験と位置づけられていた。
実証運行は大学が実施するものとしては日本最大の規模とされており、期間は1年以内を予定していた。なお、同ユニットでは今回の事業により「新しいバスシステムの構築を図る」としているほか、京都市が導入を検討している「高規格バス」の先導的役割を果たすことを標榜している。
当初から路線を南へ延伸する構想もあったが、2011年7月15日より大手筋通（大手筋）までの運行が実現したほか、「らくなん進都」周辺にはバス停が増設された。
実証運行の終了に伴い、運行主体が移管された。また、その翌日の2011年10月16日改正より、土日祝日の運行を開始した。

### 実証運行の主体者について
実証運行の主体者であった「低炭素都市圏政策ユニット」は、京都大学の工学研究科と経営管理研究部が連携して運営しているユニットで、都市における交通政策支援や人材育成などを目的として活動している。京都市における同ユニットの実績としては、夜間帯に繁華街から京都駅へのアクセス改善を目的とした「よるバス」事業への参画がある。

## 沿革
- 2010年（平成22年）
  - 10月15日 - 京都大学の低炭素都市圏政策ユニットによる実証運行（社会実験）を開始する。
- 2011年（平成23年）
  - 7月15日 - 路線を大手筋通まで延伸する。
  - 10月15日 - 前日をもって実証運行を終了し、運行主体を京都まちづくり交通研究所に移管する。
  - 10月16日 - 従来は運行していなかった平日以外にも運行を開始する。
  - 12月 - デザインが、社団法人日本サインデザイン協会より表彰される。
- 2012年（平成24年）
  - 2月18日 - 平日以外の運行経路を変更する[6]。
- 2018年（平成30年）
  - 10月1日 - 運賃収受に電子マネーWAONの取扱いを開始する。
- 2019年（令和元年）
  - 10月1日 - 運賃改定（消費税率引き上げによる税負担増加分を運賃に転嫁。普通運賃を均一制300円から310円に変更。障害者等への運賃割引を150円から160円に変更。定期券の発売額を変更。）
  - 12月9日 - 運賃収受にQRコード決済LINE Payの取扱いを開始する。
- 2020年（令和2年）
  - 2月1日 - 運賃収受にQRコード決済PayPayの取扱いを開始する。
  - 4月30日～5月1日 新型コロナウィルス感染症拡大による緊急事態宣言発出により、土休日ダイヤで運行
  - 5月2日～5月6日　全便運休
  - 5月7日より　減便ダイヤによる運行開始
  - 5月16日・17日・23日・24日・30日・31日　全便運休
  - 6月以降は、5月からの平日は減便ダイヤによる運行。土休日は運休。
  - 7月6日　平日の減便ダイヤのうち朝夕の一部便を運行再開。
  - 11月2日　平日の減便ダイヤで、3密回避のために朝夕の一部便を運行再開。
- 2021年（令和3年）
  - 2月1日　1月14日からの京都府内で発令された緊急事態宣言により、平日ダイヤの減便と経路変更を実施。油小路丹波橋アクト京都前・油小路大手筋方面には、終日運行しない。土休日は引き続き運休とする。
  - 8月1日　障害者手帳アプリ「ミライロID」による障害者割引適用を認める。
- 2023年（令和4年）
  - 5月1日　R'EXバス、hoopバスの両路線を自由に乗り降りできる1日乗車券の販売
- 2024年（令和6年）
  - 8月1日 - 運賃収受に各種キャッシュレス決済（クレジットカードのタッチ決済、交通系ICカード（ICOCA電子マネー、PiTaPaショッピングサービス）、各種QRコード決済）の取扱いを開始する[7]。

## 運行状況
運賃は310円で、同じくケイルックの京都駅八条口・京都大学・四条河原町等を循環するhoopバスからの乗継券の使用時は100円である。支払いは現金、回数券、クレジットカードのタッチ決済、交通系ICカード（ICOCA電子マネー、PiTaPaショッピングサービス）、WAON、PayPay、LINE Pay等各種QRコード決済に対応し、乗車時先払いである。京都市営バスなどで取扱いのある各種カード等は使用できない。
乗車人員は2010年の運行開始から2019年まで増加が続いていたが、コロナ禍により減少し、その影響を受けて減便と経路短縮が行われている。2021年2月1日時点で、従来は休日ルートであった京都駅八条口、城南宮前、京都パルスプラザ・京セラ前を20分で結ぶ南行きと、京都パルスプラザ・京セラ前と京都駅八条口を15分で結ぶ北行きが、平日のみにそれぞれ39便運行している。

### 2011年10月15日時点
2011年10月15日時点の運行状況は以下の通り。
経路
京都駅八条口より烏丸通を南進、久世橋通を経て油小路通へ達し、鴨川を渡り「らくなん進都」へ至る。同地域付近は片方向の環状（ループ）経路となっており、京阪国道へ達したのち大手筋通を経由して油小路通へ戻り北進し、京都駅へ至る。なお、平日以外は京阪国道にある城南宮至近に達したのち、京都府総合見本市会館（パルスプラザ）・京セラ本社前を経て京都駅へ至る短縮ルートとなっている。
- 平日の運行ルート
  - 京都駅八条口 - 油小路城南宮 - 京都パルスプラザ・京セラ前 - 油小路丹波橋 - 油小路毛利橋・伏見警察前 - 国道毛利橋東・宝酒造前 - 国道大手筋東・蘇生会病院前 - 三栖・月桂冠前 - 油小路大手筋（→油小路毛利橋を経由し、以北は同じ。）
    - 斜字は昼間時のみ停車。朝時間帯の一部の便は京都駅八条口から京都パルスプラザ・京セラ前までの運行。 ※運行ダイヤの詳細は後述および公式サイトなどを参照。
- 平日以外の運行ルート
  - 京都駅八条口 - 城南宮 - 京都パルスプラザ・京セラ前 - 京都駅八条口
    - 城南宮バス停は京阪国道に位置しており、平日に使用する油小路城南宮バス停と比較して城南宮により近い位置にある。

運行ダイヤ
- 平日における京都駅八条口からの所要時間は、京都パルスプラザ・京セラ前までは約15分、油小路大手筋までは約25分である。
- 平日は、全線運行する便が朝夕は1時間あたりおおむね4本、昼間時はおおむね3本が運行されているほか、朝6時台および7時台のみ区間便も運行される。また、昼間時のみ油小路城南宮に停車する。運行時間帯は、京都駅八条口を基準として6時台から21時台までである。
- 平日以外は終日にわたり1時間あたり3本運行され、完全なパターンダイヤとなっている。運行時間帯は、京都駅八条口を基準として9時台から17時台までである。なお、沿線でのイベント開催時に臨時運行を行った実績もある[9]。

車両
すべて大型車で運行している。

## デザイン
デザインは、株式会社ジイケイ京都（GK Kyoto）が手がけた。『らくなん進都にふさわしい斬新なイメージのデザイン』を標榜し、車両・バス停・広報媒体などのトータルデザインがなされている。
2011年にこれらのデザインが評価され、第45回SDA賞（社団法人日本サインデザイン協会 (SDA) 主催）の公共サイン部門（A-2類）において、「サインデザイン賞」（入選および関西地区サインデザイン賞）を受賞した。

## 運営会社
現在の運営会社である合同会社京都まちづくり交通研究所は、京都市の都心部の商業者が共同で設立した組織で、合同会社としては2009年に発足した。京都らくなんエクスプレス以外には、都心部等と京都駅を結ぶよるバスなどを運営している。
運行を受託している株式会社ケイルックは、京都らくなんエクスプレスのほかに、京都大学病院循環路線バスhoop（フープ）、観光ループバスのK'LOOP（ケーループ）などを運行する観光バスや自家用自動車運行管理等アウトソーシング請負を事業としている。1993年に設立され、本社は京都市南区上鳥羽金仏にある。